# Nokia Lumia 735
Nokia Lumia 735 – smartfon z serii Lumia produkowany przez fińską firmę Nokia, zaprezentowany we wrześniu 2014 roku.

## Specyfikacja

### Aparat
Nokia Lumia 735 posiada aparat o matrycy 6,7 Mpx z czterokrotnym zoomem cyfrowym, znajdujący się na tylnej obudowie telefonu oraz przedni aparat z nieco mniejszą rozdzielczością matrycy – 5 Mpx.

### Podzespoły
Urządzenie napędza Qualcomm Snapdragon 400 taktowany zegarem o częstotliwości 1,2 GHz. Procesor jest wspomagany przez 1 GB pamięci operacyjnej (RAM). Pamięć masowa dostępna dla użytkownika to około 8 GB. Możliwe jest jej rozszerzenie przez kartę microSD o pojemności do 128 GB. Ekran zastosowany w tym telefonie ma przekątną 4,7 cala. Został wykonany w technologii OLED. Jego rozdzielczość to 720 × 1280 px, co daje zagęszczenie 312 na jeden cal wyświetlacza.

## Oprogramowanie
Nokia Lumia 735 pracuje pod kontrolą systemu Microsoft Windows Phone 8.1 Denim.